# Авторитет
Авторите́т (нем. Autorität, от лат. auctoritas — «власть, влияние»):
- в общем смысле: общепризнанное значение, влияние, власть;
- в узком — влияние какого-либо лица, основанное на занимаемом им положении, должности, статусе и так далее, побуждающее уважение к лицу, основанное на его выдающейся и признанной мудрости, знаниях, нравственных достоинствах, жизненном опыте.

У В. И. Даля в словаре, Авторитет — свидетельство или мнение известного человека в деле науки, принимаемое слепо, на веру, без проверки и рассуждений.

## История
Авторитет заключается в признании за субъектом (носителем) выдающихся достижений, знаний, умений, навыков, способностей, его особого положения в обществе, их значимости для человечества, для того или иного объекта, сферы социальной жизни, науки, и базирующемся на этом ненасильственном влиянии его носителя на тот или иной объект, обуславливающем определённую исторически изменяющуюся форму подчинения действий и мыслей людей положениям и нормам, вытекающим из установок субъекта.
Римляне называли признанную за их городами власть auctoritas. Говорится также о вере в авторитет (лат. Argumentum ad verecundiam — «обращение к авторитету»), которая бывает основана на доверии к мнению или знанию другого лица.
В отличие от принуждения, базирующегося на реальном или символическом насилии, влияние авторитета основано на добровольном подчинении. Обязательным условием является легитимность источника авторитета. В соответствии с концепцией М. Вебера, авторитет может освящаться тремя источниками:
1. Традиция (например, авторитет власти);
2. Рационально обоснованная законность;
3. Аффективная законность, основанная на харизматичности лидера.

Необычное открытие было сделано учёными из университета Лидса. Они провели серию экспериментов: добровольцев попросили бродить по большому залу, не разговаривая друг с другом. Среди участников выбирали несколько человек, которым давались более чёткие инструкции, какого маршрута следует придерживаться. Опубликованный отчёт продемонстрировал, что задать направление группе людей численностью не менее 200 человек может «информированное меньшинство», составляющее всего лишь 5 %. Оставшееся «стадо» бессознательно следует за лидерами. В этом наблюдаются чёткие параллели с поведением групп животных, утверждают исследователи. В ходе экспериментов испытуемые вырабатывали общее решение, хотя им не разрешалось ни разговаривать друг с другом, ни общаться при помощи жестов. В большинстве случаев участники эксперимента даже не осознавали, что их кто-то ведёт.

Нынешняя работа перекликается с исследованием учёных из Утрехтского университета. Они доказали, что большинство людей предпочитает следовать за лидером, даже если проводник «сам не знает, куда идти».

## В России и государствах бывшего Союза ССР
На постсоветском пространстве слово «авторитет» получило дополнительное значение, пришедшее из уголовного жаргона: «криминальными авторитетами» или просто «авторитетами» называют криминальных бизнесменов, ведущих незаконное предпринимательство и являющихся лидерами преступного мира, в местах лишения свободы — представителей высшей группы в неформальной иерархии заключенных. В этом значении прилагательное авторитетный входит в нейтральное, на первый взгляд, словосочетание «авторитетный бизнесмен» («авторитетный предприниматель»). Оно употребляется прессой в качестве эвфемизма, когда автор прозрачно намекает на причастность данной личности к преступной деятельности, избегая подобным словоупотреблением возможных претензий и обвинений в бездоказательности. Впервые это словосочетание было отмечено в статье Виктора Смирнова «Авторитетный предприниматель не дожил до суда» (газета «Коммерсантъ-Daily» 27 октября 1994 года).